# Espace P
Espace P is een Belgische vzw die ondersteuning biedt aan prostituees, hun klanten en de bredere gemeenschap rondom prostitutie. De organisatie levert zowel sociale als medische diensten, waaronder zorg voor seksueel overdraagbare aandoeningen (soa's), sociale hulp, psychologische begeleiding, emancipatie, onderwijs (zoals taalcursussen) en netwerkvorming.

## Geschiedenis en diensten
Sinds haar oprichting in 1988 streeft Espace P naar de verbetering van de arbeidsomstandigheden binnen de seksindustrie. Het is een opvang-, hulp- en adviescentrum voor sekswerkers.
Daarnaast bieden ze de volgende diensten aan:

### Medische diensten
- Preventie van soa's aan de hand van bewustmaking, informatie, medische toelichting en gratis screenings voor hepatitis B (inclusief vaccinatie indien nodig), hepatitis C, aids, syfilis, gonorroe, en chlamydia.
- Onderzoek naar baarmoederhalskanker.
- Medische hulp voor drugsverslaafden.

### Sociale diensten
- Gesprekken, begeleiding, sociale en psychologische nazorg.
- Administratieve ondersteuning
- De aanpak van discriminatie, uitbuiting en geweld.
- Juridische informatie.
- Verspreiding van informatie via infobladen, flyers en folders.

### Educatie en taalintegratie
De medewerkers van Espace P bieden hulp in meerdere talen, waaronder Frans, Engels, Italiaans, Spaans, Portugees, Duits en Roemeens. De meertalige aanpak zorgt ervoor dat ze een breed publiek kunnen ondersteunen, ongeacht hun taalachtergrond.
Verder bieden ze ook lessen en workshops:
- Franse taalcursussen voor beginners (twee semesters per jaar, eenmaal per week) ter bevordering van taalintegratie en persoonlijke ontwikkeling.
- Animaties en infosessies gericht op persoonlijke ontwikkeling, toegang tot Belgische verblijfsvergunningen en toegang tot gezondheidsdiensten.

## Bereik en samenwerking
Espace P is actief in diverse Belgische steden zoals Aarlen, Brussel, Gembloers, Bergen, Seraing, Athus, Charleroi, Luik, Namen, en Doornik. In de Noordwijk van Schaarbeek speelt de organisatie een cruciale rol in het bevorderen van de dialoog tussen prostituees en bewoners. Dit is vaak uitdagend vanwege culturele verschillen en taalbarrières. Espace P streeft naar wederzijds begrip en vermindering van vooroordelen.
De organisatie werkt nauw samen met Dokters van de Wereld om medische hulp te bieden, bijvoorbeeld tijdens straatrondes in de Louizalaan.

## Filosofie en missie
De vereniging volgt een beleid dat respect toont voor de levenskeuzes van individuen en afwijzing van uitbuiting. De diensten zijn gratis en anoniem, wat essentieel is voor de veiligheid en het welzijn van sekswerkers. Espace P verdedigt de rechten van sekswerkers bij het maatschappelijk middenveld en politici, en zet zich in voor de erkenning van hun rechten door manifesten en het bestrijden van stigmatisering.